# Куарата
Куара̀та (на италиански: Quarrata) е град и община в Централна Италия, провинция Пистоя, регион Тоскана. Разположен на 48 m надморска височина. Населението на общината е 26 536 души (към 2018 г.).